# 小柄果海桐
小柄果海桐（学名：Pittosporum henryi）为海桐花科海桐花属下的一个种。

## 扩展阅读
- 維基物種上的相關：小柄果海桐